# Бушмей
Бушмей (рум. Bușmei) — село у повіті Нямц в Румунії. Входить до складу комуни Фаркаша.
Село розташоване на відстані 302 км на північ від Бухареста, 47 км на північний захід від П'ятра-Нямца, 132 км на захід від Ясс.

## Населення
За даними перепису населення 2002 року у селі проживали 199 осіб, з них 197 осіб (99,0%) румунів. Рідною мовою 198 осіб (99,5%) назвали румунську.